# Túnel de Escarra
El túnel de Escarra se ubica en la carretera autonómica aragonesa  A-136  que cubre el recorrido Biescas-Pau por el puerto del Portalet, concretamente en el P.K. 13,837 de dicha vía, unos metros al norte de la localidad de Escarrilla y entre los embalses hidroeléctricos de Búbal y Lanuza.

## Descripción
Con 525 metros, es el 14º túnel carretero de Aragón por longitud y el 2º (tras el de Bielsa-Aragnouet) de titularidad autonómica.
El túnel estuvo cerrado de mayo a agosto de 2008 para acometer obras de impermeabilización e iluminación.